# Lateolabracidae
I Lateolabracidae sono una famiglia di pesci ossei marini, d'acqua salmastra e dolce dell'ordine Perciformes. Comprende il solo genere Lateolabrax con due specie.

## Distribuzione e habitat
La famiglia è endemica dell, Oceano Pacifico nordoccidentale, tra la Corea del Sud e il Mar Cinese Meridionale. Sono soprattutto comuni nei mari giapponesi. Sono pesci costieri che popolano soprattutto fondi rocciosi. Almeno una specie (L. japonicus) si porta comunemente in acque dolci.

## Descrizione
L'aspetto di questi pesci è relativamente simile a quello dei Moronidae e in particolare a quello della spigola europea e mediterranea. La pinna dorsale è unica composta da una parte anteriore più lunga con raggi spinosi e una parte posteriore molle. Alcuni raggi spinosi sono presenti anche all'inizio della pinna anale.
Sono pesci di taglia medio grande. La specie più grande è L. japonicus che può superare il metro per quasi 9 kg di peso.

## Biologia

### Alimentazione
Sono carnivori. L. japonicus si nutre di zooplancton nelle fasi giovanili per poi passare ad una dieta a base di pesci e gamberetti.

### Riproduzione
Questi pesci (o almeno la specie L. japonicus) sono migratori catadromi, la riproduzione avviene in mare ma i giovanili risalgono poi le acque dei fiumi non tornando in mare a due anni di età, al raggiungimento della maturità sessuale. L. japonicus è ermafrodita proterandro, ovvero i giovani esemplari sono tutti maschi e si trasformano in femmine ad un'età più avanzata.

## Pesca
Entrambe le specie hanno una certa importanza locale sia per la pesca sportiva che per quella professionale; L. japonicus è anche oggetto di acquacoltura. Le carni sono apprezzate.

## Tassonomia
Lo status tassonomico della famiglia è incerto.

### Specie
- Genere Lateolabrax
  - Lateolabrax japonicus
  - Lateolabrax latus[3]